# Amanul Haque
Amanul Haque (vyslov Hak; asi 1925 Šáhdžadpur Upazila – 3. dubna 2013) byl bangladéšský fotograf. V roce 2011 získal od bangladéšské vlády ocenění Ekushey Padak.

## Kariéra
Haque se připojil k Dhaka Medical College jako umělecký fotograf. Studentům medicíny poskytoval skici lidských orgánů. Pro politické hnutí bengálských jazyků v bývalém východním Bengálsku v roce 1952 fotografoval události, mezi něž patří fotografie těla zastřeleného aktivisty Rafiq Uddina Ahmeda, který zemřel 21. února 1952 .
Haque pracoval s indickým filmařem Satjadžitem Rájem jako fotograf ve filmu Pather Panchali (1955). Publikoval fotoalbum s názvem Prosongo Satyajit, v němž jsou představeny snímky Raye, který ho zastřelil.
Haque nebyl nikdy ženatý.